# Schlacht am Nanshan
Port Arthur (Seeschlacht) – Tschemulpo – Yalu – Nanshan – Te-li-ssu – Hitachi-Maru-Vorfall – Motien-Pass – Tashihchiao – Hsimucheng – Port Arthur (Belagerung) – Gelbes Meer – Ulsan – Korsakow – Liaoyang – Shaho – Sandepu – Mukden – Tsushima – Sachalin
Die Schlacht am Nanshan (auch Schlacht bei Kinchou genannt) war eine Landschlacht im Russisch-Japanischen Krieg und wurde vom 12. Maijul. / 25. Maigreg. bis zum 13. Maijul. / 26. Mai 1904greg. zwischen dem Kaiserlich Japanischen Heer und dem Kaiserlich Russischen Heer ausgetragen. Sie fand am Isthmus von Dalian am Berg Nanshan statt und endete mit einem japanischen Sieg.

## Vorgeschichte

### Japanische Aufstellung
Die japanische Flotte hatte durch die Anfangserfolge das Seegebiet an Koreas Küsten gesichert und Japan konnte so, ohne von der russischen Pazifikflotte gestört zu werden, seine Armeen verstärken. Trotzdem blieb die russische Flotte in Port Arthur nicht nur eine Gefahr für japanische Transportschiffe, sondern im Allgemeinen eine Gefahr für die japanischen Küstenstädte. Eine Blockade Port Arthurs aufrechtzuerhalten und zusätzlich die herannahende Baltikflotte abzuwehren, wäre für die japanische Marine unter Admiral Tōgō Heihachirō zu viel gewesen. Aus diesem Grund wurde beschlossen, Port Arthur zu belagern und einzunehmen. Die Japaner versprachen sich davon einen schweren Schlag gegen das russische Prestige, von dem es sich nur schwer erholen würde.

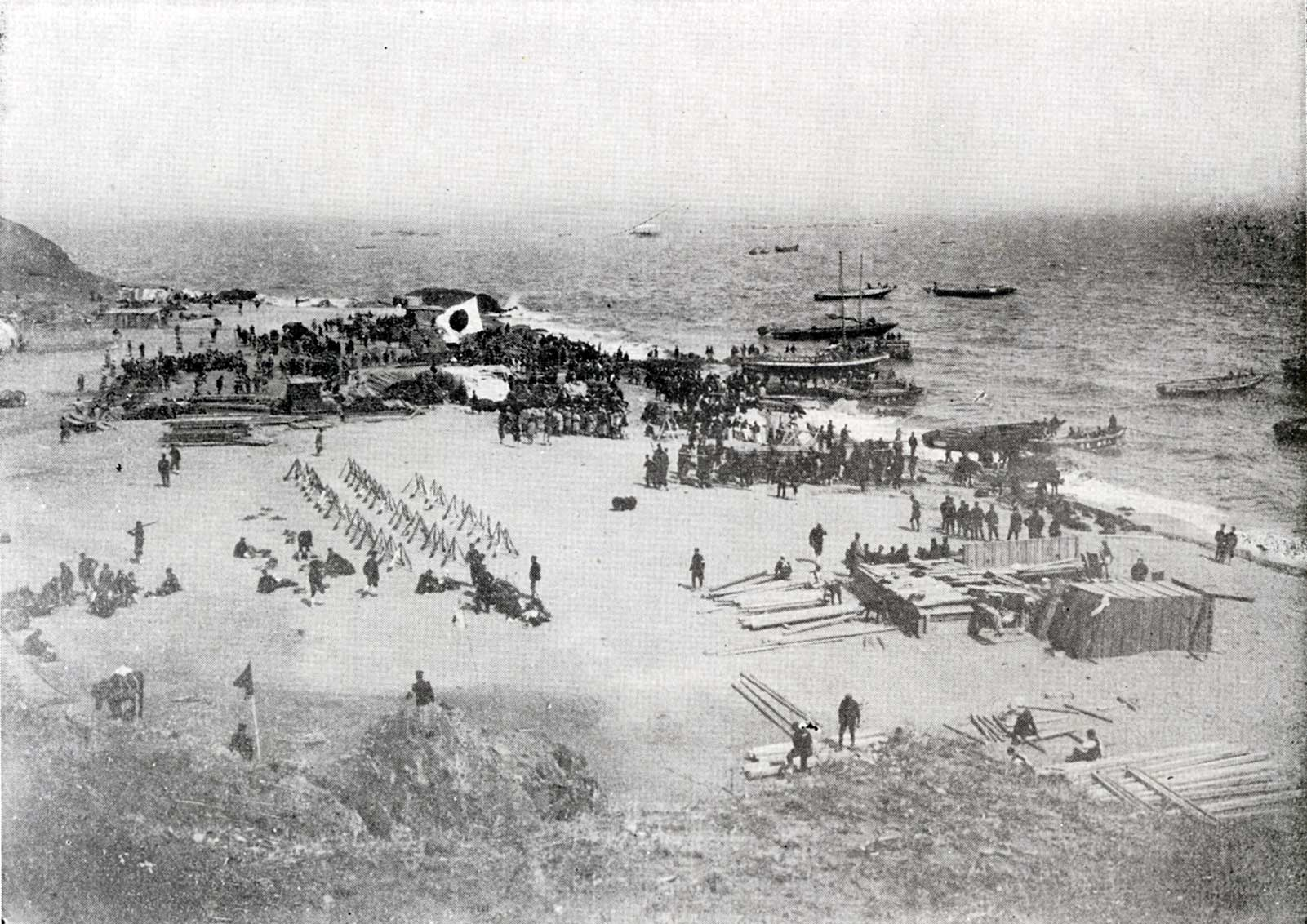
Japanische Soldaten gehen auf der Halbinsel Liaodong an Land

Nach dem japanischen Sieg in der Schlacht am Yalu zogen sich die russischen Truppen weiter zurück in Richtung Norden. Damit gaben sie kampflos die Eisenbahn- und Telegraphenverbindung zwischen Mukden und Port Arthur auf, die Teile der japanischen 1. Armee bereits am 8. Mai 1904 besetzen konnten und letztendlich am 14. Mai vollständig kappten. Währenddessen landeten die Japaner unter General Oku Yasukata die 2. Armee mit der 1., 3. und 4. Division sowie der 1. Artilleriebrigade auf der Liaodong-Halbinsel bei Pitzuwo, zirka 80 km nordöstlich von Port Arthur. Die Landung am 6. Mai erfolgte ohne Gegenwehr und ab dem 13. Mai machten sich die japanischen Truppen auf in Richtung Port Arthur. Dazu hatten sie den Isthmus bei Dalian zu passieren, an dessen Stelle der Nanshan-Berg liegt. Den Japanern war klar, dass sich die Russen dort verschanzen würden, um ihren Vormarsch aufzuhalten. Wegen der schlechten Straßenverhältnisse und des Fehlens eines Tiefseehafens konnten die Japaner lediglich ihre leichten Feldgeschütze mit kleinem Kaliber ausladen und mitführen. Wie sich später zeigen sollte, war das Fehlen schwerer Geschütze und Haubitzen bei der Schlacht am Nanshan ein Nachteil bei der Artillerieunterstützung der angreifenden Truppen.

### Russische Aufstellung

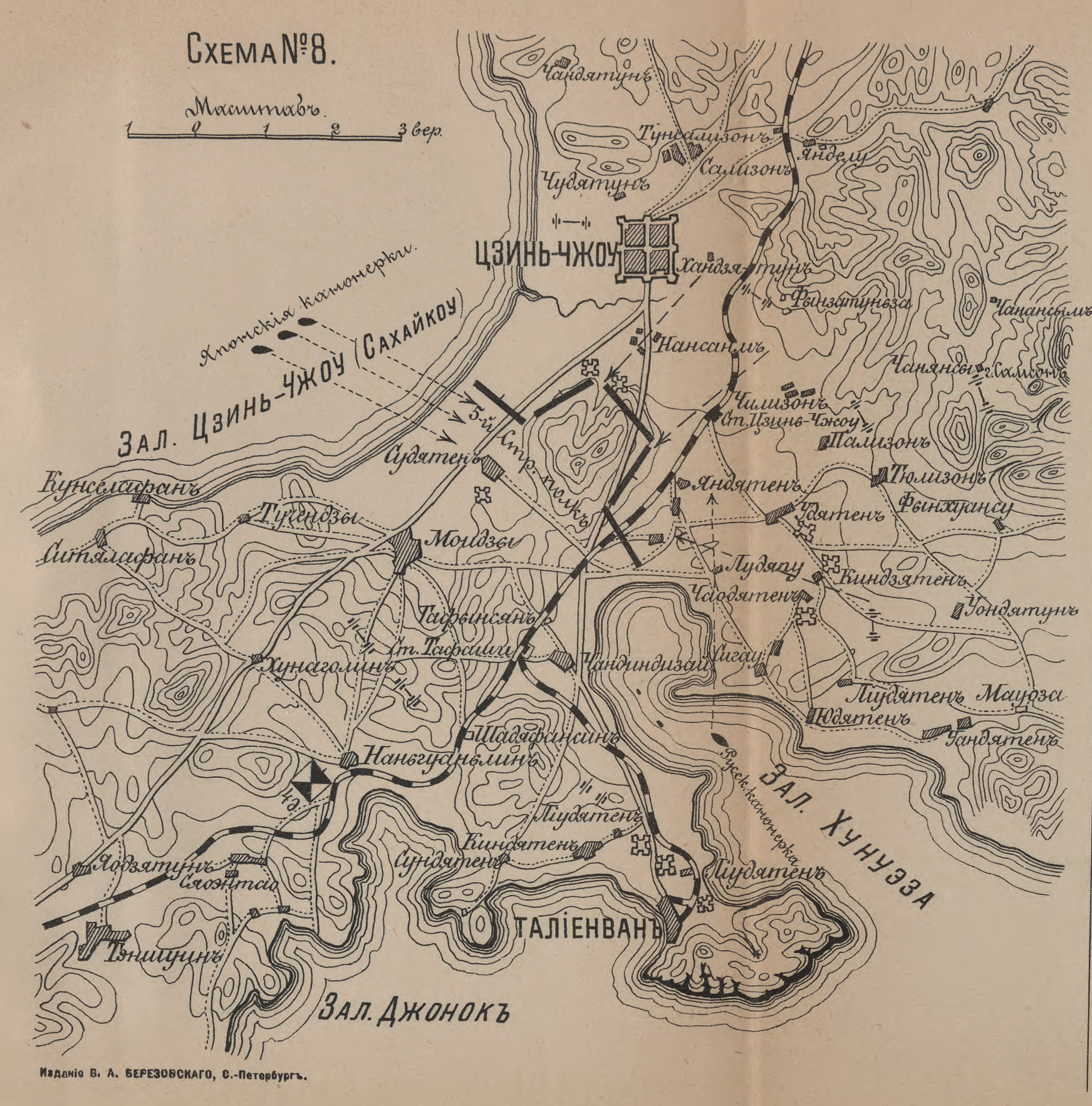
Zeitgenössische russische Karte der Schlacht am Nanshan

Nach der Niederlage am Yalu hatte sich Generalleutnant Sassulitsch über Feng-huang-cheng weiter nach Liaodong zurückgezogen und wollte dort auf weitere Verstärkungen warten. Kavallerieverbände unter General Mischtschenko waren mit der Sicherung der Küste Liaodongs beauftragt worden, doch Sassulitsch befahl diese ins Landesinnere. Der russischen Oberbefehlshaber Alexei Kuropatkin befahl jedoch die Kavallerie wieder zurück an die unbeobachtete Küste. Bei deren Rückkehr hörten die Russen von der Bevölkerung Schilderungen über japanische Landungen. Nach einigen kleinen Gefechten mit den vorrückenden Japanern zogen sich die Russen einerseits Richtung Norden, andererseits bis an den Isthmus bei Dalian zurück, um die strategisch wichtige Eisenbahn- und Straßenverbindung nach und von Port Arthur offen zu halten. Die Landenge war an dieser Stelle zirka 4 km breit und an beiden Enden mit morastigen Küstenvorland versehen. In der Mitte erhob sich ein etwa 100 Meter hoher Hügel, an dem die Russen den Feind am weiteren Vormarsch aufhalten wollten. Die Position war exzellent gewählt und stellte ein fast unüberwindliches Hindernis auf dem Weg nach Port Arthur dar. Einige Schluchten führten vom Gipfel abwärts und schützten die verschanzten Russen vor Artilleriefeuer. Das gesamte Vorgelände war mit Stacheldrahtverhauen mit einer Tiefe von 5 bis 7 Metern sowie mit Minen, die per Drahtverbindung gesprengt werden konnten, versehen. Bereits seit dem Boxeraufstand war den Russen diese Stellung bekannt und 1900 mit zwei Redouten ausgestattet worden. Die verfallenen Redouten wurden ab Februar 1904 wieder instand gesetzt sowie einige Lünetten für die Infanterie hinzugefügt. Obwohl die Befestigungen erheblich waren, waren sie nicht perfekt. Die Russen hatten versäumt, geschützte und verdeckte Gräben anzulegen, die sie vor Artilleriefeuer schützen würden. Trotzdem hatten die Russen von ihrer Stellung Sicht auf das Vorfeld für mehrere Kilometer. Auf dem Kamm des Hügels hatten sie ihre Artillerie in Stellung gebracht, die vier 15-cm-Haubitzen, 10 veraltete Geschütze mit Kalibern zwischen 9 und 15 cm und zwei 12-cm-Schnellfeuergeschütze umfasste. Zirka 4000 Verteidiger erwarteten den japanischen Angriff am Nanshan.

## Gefecht bei Kinchou

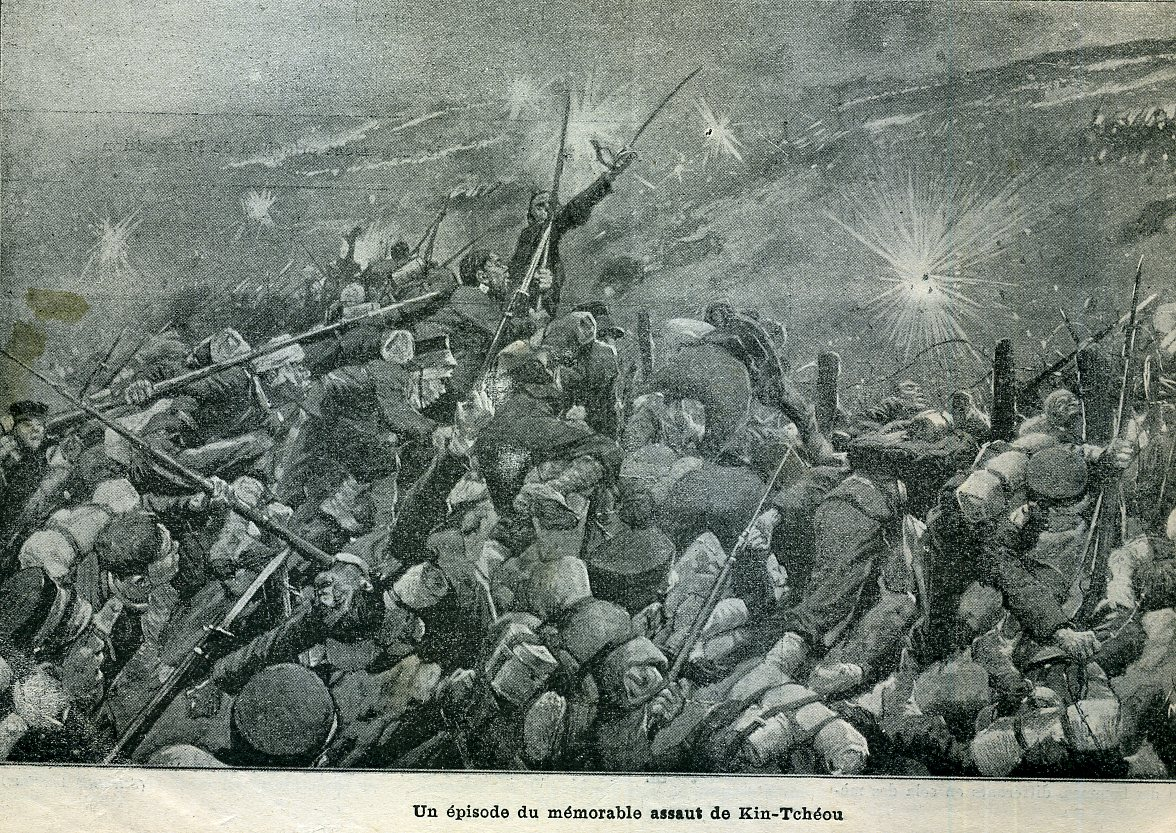
Japanische Infanterie greift Kinchou an. Aus der Le Patriote Illustré vom 31. Juli 1904

Die Russen hatten die umwallte Stadt Kinchou (jetzt Jinzhou) 1000 Meter nördlich vom Nanshan befestigt und mit 400 Mann besetzt. Die Japaner wollten vor ihrem Angriff auf den Nanshan diese Gefahr zuerst beseitigen und griffen in der Nacht des 24. Mai 1904 während eines schweren Gewitters die Stadt an. Dabei erhellten zahlreiche Scheinwerfer die Nacht. Die japanische 4. Division erlitt dabei schwere Verluste und musste sich unverrichteter Dinge zurückziehen. Am nächsten Tag begannen japanische Geschütze ab 5:50 Uhr morgens, Kinchou unter Feuer zu nehmen und brachten kurz darauf die russischen Geschütze in Kinchou zum Schweigen. Darauf griffen zwei Bataillone der 1. Division Kinchou an und ihre Pioniere konnten an einem Tor eine Mine zünden. Nach Zerstörung des Tores drangen die Japaner in die Stadt ein und besetzten diese. Die überlebenden Russen zogen sich auf den Nanshan zurück.

## Die Schlacht

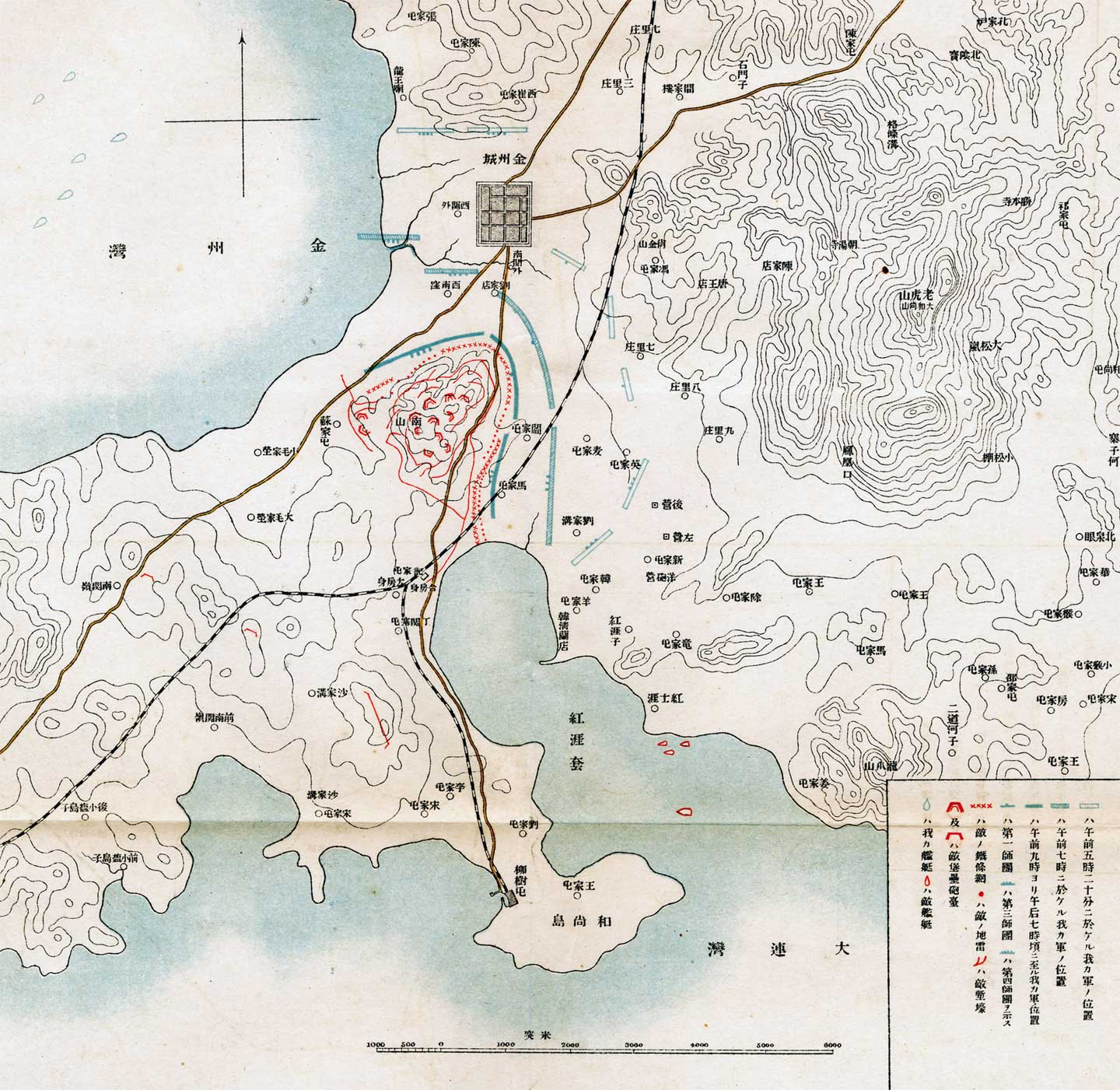
Zeitgenössische japanische Karte der Schlacht am Nanshan

Während der vorangegangenen Nacht hatte sich die japanische Infanterie so weit wie möglich den russischen Stellungen am Nanshan genähert. Ab 5:20 Uhr begannen die Japaner, den Hügel mit ihren 75-mm-Feldgeschützen Typ 31 zu beschießen, worauf die russische Artillerie vom Nanshan und dem umliegenden Gelände das Feuer gut gezielt erwiderte.
Nachdem die Japaner die Stadt Kinchou gesichert hatten, näherten sich in der Kinshou-Bucht ab 6:00 Uhr japanische Kanonenboote und beteiligten sich an der Kanonade auf den Nanshan. Es dauerte bis 7:00 Uhr, bis das japanische Geschützfeuer Wirkung bei den russischen Geschützen zeigte.
Währenddessen war der japanische Infanterieangriff in vollem Gange. Die Japaner rannten gegen die gut eingegrabenen Russen vor, die, mit Stacheldrahtverhauen und Minen gut geschützt, das Feuer aus Gewehren und Maschinengewehren eröffneten. Die Russen hatten ein gutes Schussfeld auf die zum Teil am Strand nördlich und südlich vom Nanshan angreifenden Japaner. Ab 8:30 Uhr setzte Ebbe ein und die japanischen Kanonenboote zogen sich zurück. Die zum Beschuss der Kanonenboote eingesetzten russischen Geschütze wurde nun frei und beteiligten sich am Beschuss des japanischen Angriffs. Die Japaner kamen bis auf 250 Meter an die russischen Schützengräben heran, doch ließen die Verluste sie innehalten. Japanische Geschütze wurden nun näher an die Angriffszone herangeschafft, um wirkungsvollere Feuerunterstützung zu liefern.

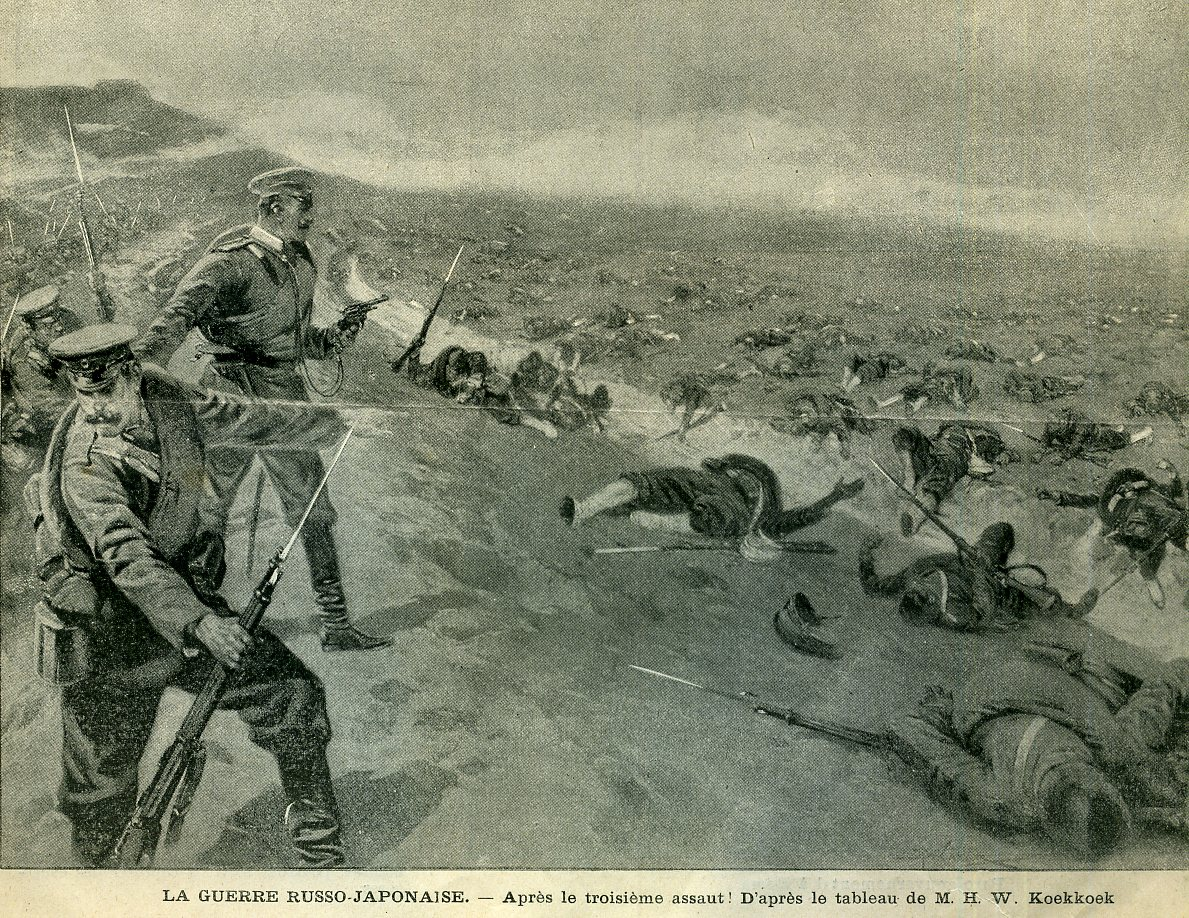
Tote Japaner vor den russischen Stellungen

Um 11:00 Uhr hatten manche der japanischen Bataillone nur noch Kompaniestärke und es wurde nach Reserven verlangt. Doch der schwere Artilleriekampf hatte auf beiden Seiten einen hohen Zoll an Munition gefordert. Ab 11:00 Uhr konnten nur noch zwei russische Geschütze weiterfeuern.
Ab 15:30 Uhr erfolgte ein starker japanischer Angriff auf den linken russischen Flügel. Obwohl er nach drei Versuchen abgeschlagen worden war, hatte die japanische 3. Division es geschafft, die dortigen Drähte der russischen Minen zu durchschneiden. Sich dieser Gefahr bewusst verlangt General Nadyein nach zwei Bataillonen der russischen Reserve. Der für die Reserven zuständige General Alexander Fok reagierte jedoch nicht auf die Anfrage, was wahrscheinlich die Niederlage der Russen einleitete.
Um 17:00 Uhr wurden zwei weitere japanische Batterien nach vorne befohlen, um die gegnerischen Maschinengewehre zum Schweigen zu bringen. Eine Stunde später warf endlich die japanische 4. Division die ihnen gegenüberstehenden Russen, bestehend aus der 5. und 9. Kompanie der Ostsibirischen Schützendivision, zurück, da diese die Hälfte ihrer Männer durch den Artilleriebeschuss verloren hatten. Nun drangen die Japaner in die Redouten ein und kurz darauf verließen die Russen ihre Stellungen am Nanshan. Um 19:20 Uhr wehte die japanische Flagge auf dem Nanshan – die Japaner hatten gesiegt.

## Verluste

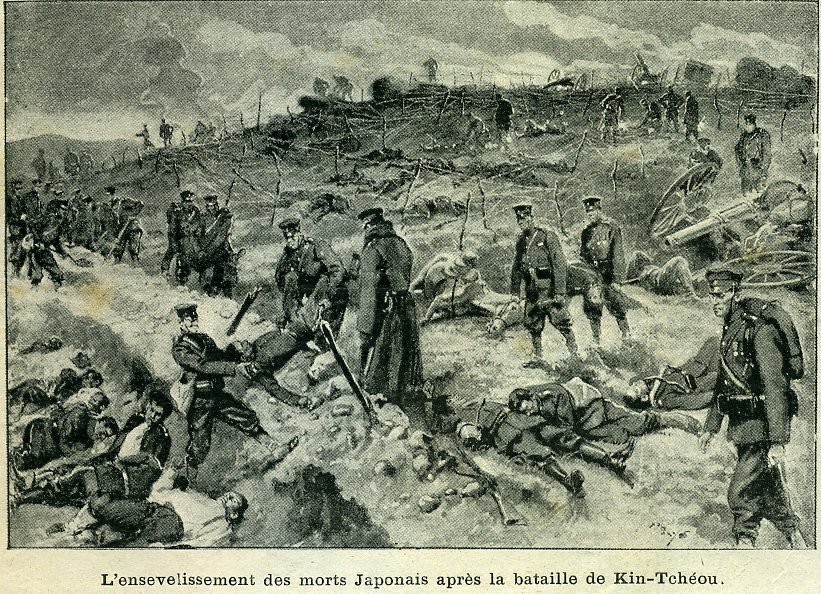
Japanische Soldaten bergen ihre Toten nach der Schlacht, aus der Le Patriote Illustré vom 24. Juli 1904.

Die Schlacht hatte 15 Stunden angedauert. Die japanischen Offiziere und Soldaten hatten sich am Nanshan festgebissen und waren ihren Befehlen treu gefolgt – der Hügel war mit japanischen Toten und Verwundeten übersät. Hätten die Russen alle ihre Reserven in die Schlacht geworfen, wären die japanischen Verluste eventuell vergeblich gewesen. So konnte die japanische Armee am nächsten Tag weiter auf Port Arthur vorrücken.
Die Japaner hatten 746 Tote, 4160 Verwundete und 3 Vermisste zu beklagen, zusammen 4909 Mann Verluste. Auf russischer Seite waren 182 Mann gefallen, 836 Mann verwundet und 598 galten als vermisst. Die Japaner erbeuteten am Nanshan oder in näherer Umgebung 78 russische Geschütze.

## Folgen
Die Russen hatten es versäumt, mit einer erfolgreichen Blockierung der japanischen Kräfte am Nanshan wichtige Zeit für Verstärkungen zu gewinnen. Nach dem Sieg konnten die Japaner die nahe gelegene Stadt Dalny besetzen, die über Hafendocks und zahlreiche Vorräte verfügte. Die Russen hatten bei ihrem Rückzug versäumt, die Hafendocks zu sprengen und so konnte die japanische 11. Division hier an Land gehen und problemlos ihr schweres Gerät ausschiffen. Zusammen mit der 1. Division wurde sie zur 1. Armee unter dem Befehl von General Nogi Maresuke zusammengefasst und marschierte direkt auf Port Arthur zu, um es zu belagern. Während Nogi sich nach Süden wendete, machte sich General Oku Richtung Norden auf, um möglichen Entsatzversuchen der Russen entgegenzutreten. Einige Wochen später kam es zur Schlacht von Te-li-ssu.

## Notizen
1. ↑  Port Arthur: The Siege and Capitulation Band 1, von Ellis Ashmead-Bartlett, Seite 23
2. ↑  The official history of the Russo-Japanese war, Great Britain. Committee of Imperial Defence, S. 12
3. ↑  The official history of the Russo-Japanese war, Great Britain. Committee of Imperial Defence, S. 16
4. ↑  The official history of the Russo-Japanese war, von J. Martin Miller, S. 354
5. ↑  The official history of the Russo-Japanese war, Great Britain. Committee of Imperial Defence, S. 22